# 鼠來寶：鼠喉大作讚
《鼠來寶：鼠喉大作讚》（英語：Alvin and the Chipmunks: The Road Chip）是一部2015年美國3D喜劇動畫電影，為《鼠來寶3》的續集。由拉加·高斯內爾擔任導演，二十世紀福斯公司發行。於2015年12月11日在美國上映。

## 劇情
三隻小帥哥花鼠艾文、賽門、喜多漸漸長大，當他們知道主人戴夫要跑去邁阿密，準備向女友求婚時，竟然以為戴夫會順便拋棄他們，密謀計劃搶婚大反擊！

## 演員
- 傑森·李 as David "Dave" Seville[3]
- Tony Hale as Agent James Suggs[4][5]
- Kimberly Williams-Paisley as Samantha[3]
- Josh Green as Miles[6]
- 貝拉·索恩 as Ashley Grey[7]
- Eddie Steeples as Barry
- Maxie McClintock as Alice
- Retta as Party planner
- Uzo Aduba as TSA officer
- Mark Jeffrey Miller as Cab driver
- RedFoo (客串) as himself[8]
- John Waters (客串) as First class passenger[9][10]
- Jennifer Coolidge (客串) as Ms. Price[10]
- 蘿拉·馬拉諾 (客串) as Hotel Babysitter[11]

### 配音角色
- Justin Long as Alvin Seville[3]
- Matthew Gray Gubler as Simon Seville[3]
- Jesse McCartney as Theodore Seville[3]
- Kaley Cuoco as Eleanor[12] She was formerly voiced by Amy Poehler in the previous two films.
- Anna Faris as Jeanette[12]
- Christina Applegate as Brittany[12]

## 評價
爛番茄根據67條評論，僅獲得15%的新鮮度，平均得分3.42／10。在Metacritic上，電影獲得了33分，本片得到的評價以負面居多。

## 外部連結
- 互联网电影数据库（IMDb）上《鼠來寶：鼠喉大作讚》的资料（英文）
- 爛番茄上《鼠來寶：鼠喉大作讚》的資料（英文）
- Box Office Mojo上《鼠來寶：鼠喉大作讚》的資料（英文）
- AllMovie上《鼠來寶：鼠喉大作讚》的资料（英文）
- Metacritic上《鼠來寶：鼠喉大作讚》的資料（英文）
- 開眼電影網上《鼠來寶：鼠喉大作讚》的資料（繁體中文）
- Yahoo奇摩電影上《鼠來寶：鼠喉大作讚》的資料（繁體中文）
- 豆瓣电影上《鼠來寶：鼠喉大作讚》的資料 （简体中文）
- 时光网上《鼠來寶：鼠喉大作讚》的資料（简体中文）